# UGM-73海神彈道飛彈
UGM-73海神彈道飛彈为美國海軍的两段式潜射弹道导弹，動力來自2節固態燃料引擎。它自1972年開始接替北極星飛彈，帶來彈頭和精準度的重大進展。它的後繼型號是1979年的三叉戟I和1990年的三叉戟II。